# Волма (Червенский район)
Во́лма (бел. Волма) — деревня в Червенском районе Минской области Белоруссии. Входит в состав Клинокского сельсовета.

## Географическое положение
Расположена в 15 км юго-западнее райцентра, в 50 км к юго-востоку от Минска, в 24 км от железнодорожной станции Пуховичи линии Минск—Осиповичи, на реке Волма.

## История
Деревня известна как минимум с XVII века. В 1648 году крестьяне из Волмы участвовали в разгроме казаками отряда шляхты и наёмников хорунжего Яна Паца в окрестностях Игумена. В 1711 году село, ранее принадлежавшее К. Завише, было заложено Я. Ходоровскому; в то время здесь насчитывалось 12 дворов. По состоянию на 1747 год село вместе с близлежащим фольварком находилось во владении М. Огинской, которая выделила их для обеспечения католического монастыря в Смиловичах. После II раздела Речи Посполитой село вошло в состав Российской Империи. К 1800 году Волма входила в Игуменский уезд Минской губернии и принадлежала Смиловичскому католическому монастырю; здесь было 33 двора, проживали 364 человека, действовали деревянная униатская каплица, мельница, сукновальня, панский дом со службами и корчма.
По данным на 1858 год село находилось в казенной собственности, численность населения составляла 437 человек. В начале 1880-х годов Волма входила в Клинокскую волость, насчитывала 64 двора и 728 жителей, функционировали каплица и мельница. Согласно Переписи населения Российской империи 1897 года, в селе насчитывалось 106 дворов и 678 жителей, действовали православная церковь, церковно-приходская школа, водяная мельница, хлебозапасный магазин, корчма и две лавки; неподалёку проходил почтовый тракт Игумен—Марьина Горка. Рядом располагался одноимённый фольварок с одним двором и 21 жителем. В начале XX века здесь было 105 дворов и 756 жителей. В 1909 году в Волме открыто земское народное училище, посещавшееся 71 учеником (64 мальчика и 7 девочек).
В 1917 году в деревне открыли почтовое отделение; тогда в Волме насчитывалось 134 двора и 813 жителей, в фольварке проживали 16 человек. С февраля по декабрь 1918 года деревня была оккупирована немецкими войсками, с августа 1919 по июль 1920 — польскими. После установления советской власти на базе народного училища была организована рабочая школа первой ступени. 20 августа 1924 года деревня вошла в состав созданного Клинокского сельсовета Червенского района (с 20 февраля 1938 года — Минской области). По Переписи населения СССР 1926 года здесь было 136 дворов и 723 жителя, а в одноимённой деревне, образованной на месте фольварка, — 3 двора и 13 человек. В волмянской школе обучалось 95 учеников (45 мальчиков и 30 девочек), при школе имелась небольшая библиотека. В начале 1930-х в деревне был создан колхоз имени С. М. Будённого, при котором функционировали кузница и паровая мельница.
В годы Великой Отечественной войны Волма была оккупирована немецко-фашистскими захватчиками с начала июля 1941 года. В лесах района действовали 1-я Минская партизанская бригада и партизанская бригада имени газеты «Правда», между ними и немецкими войсками происходили ожесточённые бои. 70 жителей Волмы не вернулись с фронта. Деревня была освобождена в начале июля 1944 года. 
По состоянию на 1960 год деревня входила в состав рыбхоза «Волма», численность населения составляла 702 человека. В 1980-х годах Волма относилась к колхозу имени Ленина, при этом в посёлке действовал клуб. В 1997 году в деревне проживало 284 человека в 154 хозяйствах, функционировали животноводческая ферма, Волмянское лесничество и магазин.

## Инфраструктура
На 2013 год в деревне функционируют Волмянское лесничество, магазин.

## Население
- 1800—364 жителя, 33 двора
- 1858—437 жителей
- 1880—728 жителей, 64 двора
- 1897—678 жителей, 106 дворов + 21 житель, 1 двор
- 1900—756 жителей, 105 дворов
- 1917—813 жителей, 134 двора + 16 жителей, 1 двор
- 1926—723 жителя, 136 дворов + 13 жителей, 3 двора
- 1960—702 жителя
- 1997—284 жителя, 154 двора
- 2013—134 жителя, 79 дворов